# 1149 в Україні
1149 в Україні — це перелік головних подій, що відбулись у 1149 році на території сучасних українських земель. Також подано список відомих осіб, що народилися та померли в 1149 році. Крім того, зібрано список пам'ятних дат та ювілеїв 1149 року.

## Події
- Суздальський князь Юрій Довгорукий[1][2][3] у ході міжусобної війни на Русі 1146—1154 років переміг великого київського князя Ізяслава II Мстиславича та захопив Київ[4][5].
  - Битва під Переяславом[6]

## Пам'ятні дати та ювілеї
- 275 років з часу (874 рік):
  - другого походу князя Аскольда до Константинополя: було укладено мирну русько-грецьку угоду без облоги столиці Візантійської імперії[7][8]
- 125 років з часу (1024 рік):
  - жовтень — Листвинської битви між найманцями-варягами великого князя київського Ярослава Мудрого та чернігівсько-тмутороканською дружиною його брата князя Мстислава Володимировича Хороброго в якій переміг Мстислав та зберіг владу в Чернігівських землях[9].
- 50 років з часу (1099 рік):
  - битви в урочищі Рожне Поле (поблизу нинішнього міста Золочева Львівської області) в ході міжусобної війни на Русі в 1097—1100 роках, коли об'єднана галицька дружина Володаря та Василька Ростиславичів здобула перемогу над військом київського князя Святополка Ізяславича, поклавши край претензіям Києва на галицькі землі[10].
- 25 років з часу (1124 рік):
  - поділу Галичини між князями Васильковичами, з роду Василька Ростиславича, та Володаревичами.

### Міст, установ та організацій
- 250 років з часу (899 рік):
  - заснування поселення Лтава, відомого зараз як місто Полтава[11][12]

### Видатних особистостей

#### Народження
- 125 років з часу (1024 рік):

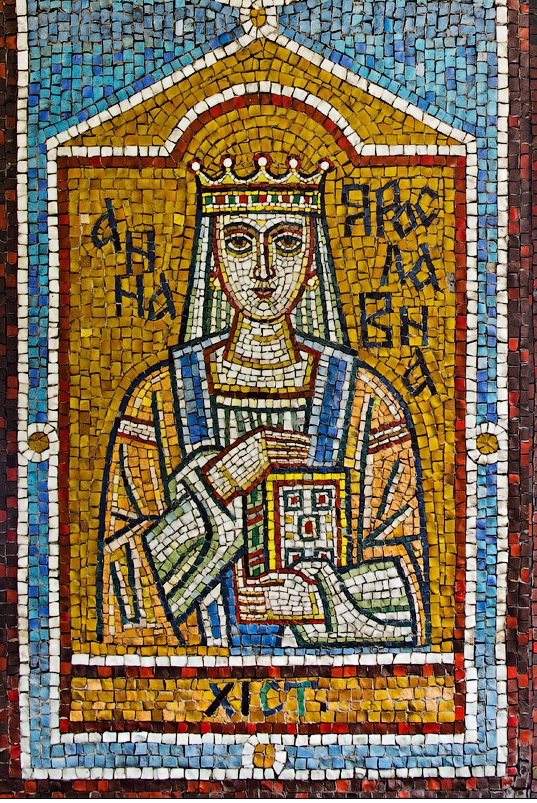
донька князя Ярослава Мудрого Анна Ярославна (1024—1079)

  - народження Анни Ярославни — королеви Франції (1051—1060 рр.); доньки князя Ярослава Мудрого і шведської принцеси Інгігерди, другої дружини французького короля Генріха I Капета. (пом.. 1079)[13].
  - народження Ізясла́ва Яросла́вича — Великого князя київського (1054—1068, 1069—1073, 1077—1078)[14]. Зять польського короля Мешка ІІ (з 1043)[14]. (пом.. 1078).
- 75 років з часу (1074 рік):
  - народження Анастасі́ї Яропо́лківни[15]) — доньки волинського князя Ярополка Ізяславича й Кунігунди фон Орламюнде, дружини мінського князя Гліба Всеславича. (пом.. 1158).

#### Смерті
- 100 років з часу (1049 рік):
  - смерті Феопемпта — Митрополита Київського і всієї Русі.
- 75 років з часу (1074 рік):

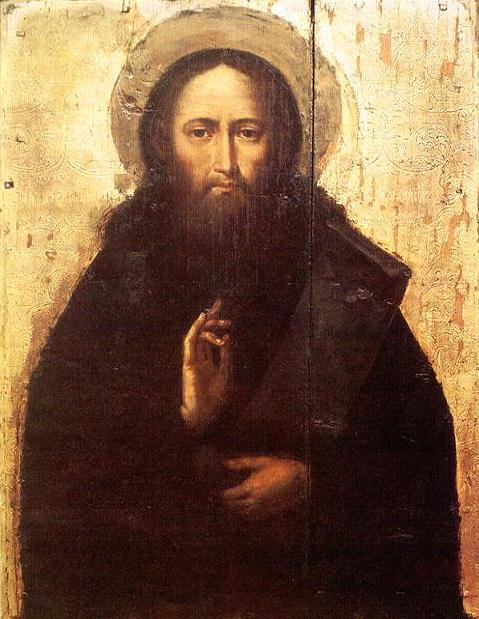
Ікона Феодосія Печерського

- - смерті Анастасії Ярославни — королеви Угорщини (1046—1061 рр.), дружини короля Андрія I; донька Ярослава Мудрого та Інгігерди. (нар.. 1023).
  - 3 травня — смерті Феодосія Печерського — ігумена Києво-Печерського монастиря, одного з основоположників чернецтва на Русі. (нар.. бл. 1009).
- 50 років з часу (1099 рік):
  - 12 червня — смерті Мстислава (Мстиславця) Святополковича — князя володимирського, ймовірно старшого сина Великого князя київського Святополка Ізяславича"[16].
- 25 років з часу (1124 рік):
  - 28 лютого — смерті Василька Ростиславича[17]) — теребовлянського князя, який разом з братами Рюриком та Володарем — один із засновників незалежного Галицького князівства. (нар.. бл. 1066).
  - 19 березня — смерті Волода́ра Ростиславича — князя звенигородського (1085—1149) та перемиського (1092—1149) з династії Рюриковичів.